# بایان (توف)
شهرستان بایان (به زبان مغولی: Баян сум، [Bajan sum]؛ ᠪᠠᠶ᠋ᠠᠨ ᠰᠤᠮᠤ، [bayan sumu]) یک شهرستان (سُوم) در مغولستان است که در استان توف واقع شده‌است.

## تقسیمات اداری
شهرستان بایان متشکل از ۳ قصبه (باغ) می‌باشد، شامل:
- اوگومور (مغولی: Өгөөмөр баг، [Ögöömör bag]؛ ᠥᠭᠭᠢᠶᠡᠮᠦᠷ ᠪᠠᠭ، [öggiyemür baɣ])
- چافچیر (مغولی: Cавчир баг، [Cavčir bag]؛ ᠴᠠᠪᠴᠢᠷ ᠪᠠᠭ، [čabčir baɣ])
- چانت (مغولی: Цант баг، [Cant bag]؛ ᠴᠠᠩᠲᠤ ᠪᠠᠭ، [čaŋtu baɣ])